# شربرن (مینه‌سوتا)
شربرن، مینه‌سوتا (به انگلیسی: Sherburn, Minnesota) یک شهر در ایالات متحده آمریکا است که در شهرستان مارتین واقع شده‌است.

## خصوصیات
شربرن ۲٫۳۶ کیلومترمربع مساحت و ۱٬۱۳۷ نفر جمعیت دارد و ۳۹۳ متر بالاتر از سطح دریا واقع شده‌است.